# 向量戰機
《向量戰機》（Strike Vector）是由Ragequit Corporation用魔域幻境引擎3所開發，在2014年1月28日發售的第一／第三人稱射擊遊戲（能在遊戲中切換），目前已上架至Steam上。
遊戲以激烈的三維空間飛行纏鬥為特色，玩家操作的戰機能在戰鬥中能隨時切換噴射模式與懸浮模式：噴射模式（Jet Mode）能高速移動，快速的攔截對手並迴避砲火；懸浮模式（Hover Mode）能有高精確度、使用機械照準器、進行掃射與迴避動作。玩家也能將戰機的武器、引擎等等進行改裝，改裝成自己擅用的性能，例如偏向快速匿蹤的類型或偏向重火力的類型。至於場景上有許多的障礙物，有些物體被破壞後能開出一條路或是爆炸波及對手。